# 藤井恵照
藤井 恵照（ふじい えしょう、1878年〈明治11年〉1月11日 - 1952年〈昭和27年〉12月26日）は 浄土真宗本願寺派僧侶、教誨師。広島県福山市（旧沼隈郡）の正光寺出身。

## 経歴[1]
- 1878年（明治11年）、広島県福山市の浄土真宗本願寺派正光寺生れ。
- 1900年（明治33年）、本願寺大学林（現在の龍谷大学）卒業。
- 1902年（明治35年）、京都監獄での教誨実習生に任ぜられ、その後、本願寺派遣の内務省警察監獄学校留学生となる。市谷監獄の教誨師であった河野純孝を訪ね、大きな感化を受ける
- 1904年（明治37年）、台南監獄教誨師事務嘱託に就き、1909年（明治42年）以降、高松（1909年〈明治42年〉）、小菅（1915年〈大正4年〉）、東京（1918年〈大正7年〉）、豊多摩、市谷の監獄や刑務所の教誨師を歴任。
- 1936年（昭和11年）、東京保護観察所の保護司。
- 1938年（昭和13年）、東京保護観察所の保護司退官。
- 1939年（昭和14年）、法務大臣官房保護課事務嘱託（司法保護委員の指導）。
- 1940年（昭和15年）、司法大臣表彰。
- 1950年（昭和25年）、藍綬褒章受章。

この間、保護施設の台南累功舎の創立、高松讃岐修正会と東京の小菅真哉会の整備。1926年（大正15年）、両全会、帝国更新会と和敬会母子寮の創立に当たる。刑務所内の売店の権利を獲得して保護事業の資金にするなどのアイデアマンの一方、自宅官舎の一室を事務所兼施設代わりで母子寮を創始し、逝去するまで家族と共に施設内に住み込むなどこの道に献身した。1952年（昭和27年）、東京信濃町両全会において還化。行年77歳　

## 更生保護施設の創設

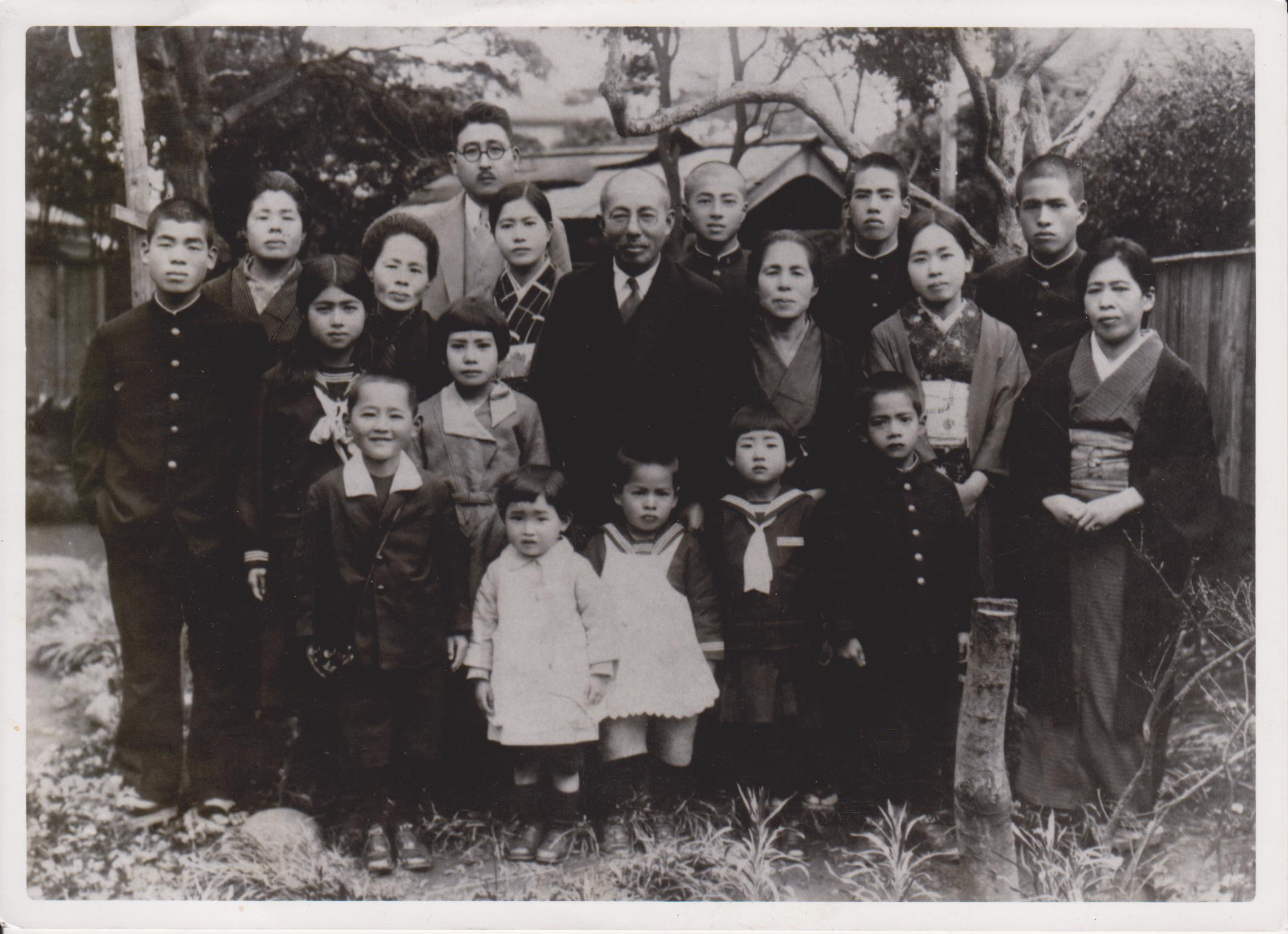
家族他001

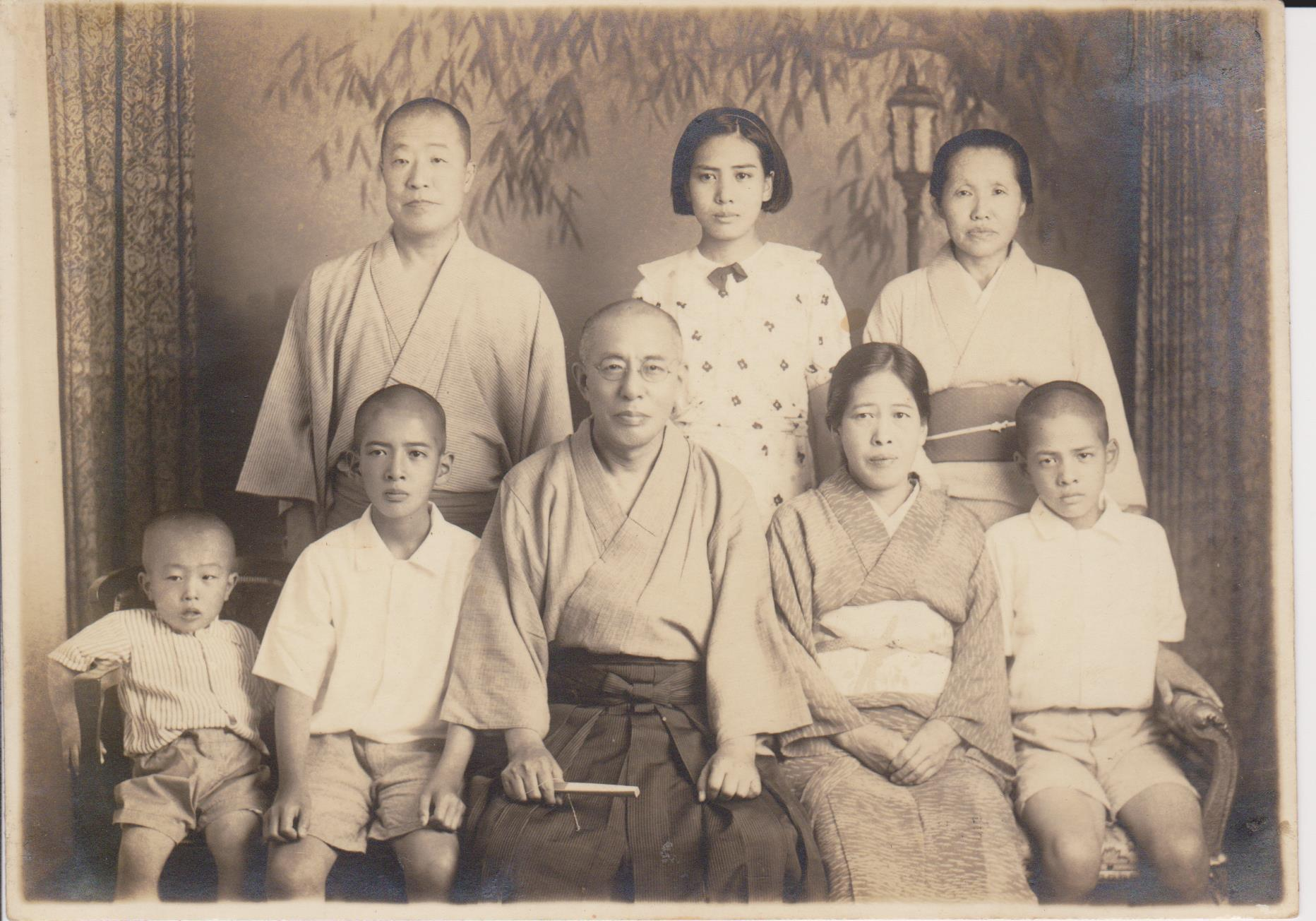
家族他002妻サカへ(妙蓮寺より嫁ぐ)/次女/三男(道證寺住職)/四男

- 両全会（現、保護法人 両全会））
日本を代表する更生保護施設のひとつ。1917年（大正6年）、東京監獄（後の市ヶ谷刑務所）の教誨師であった藤井恵照により創設された女性のための更生保護施設。女子釈放者のために自分の官舎自室を事務所として解放。収容保護も自室をあてる。更生のための収容保護と指導を始めたのが起源。1926年（昭和元年）に新宿区信濃町に2階建て木造一棟を購入し収容保護施設を開設。家族と共に入居し、1952年（昭和27年）還化まで施設にとどまる。[6]1998年（平成10年）、現在の渋谷区代々木神園町に新築、移転。

- 帝国更新会（現、更生保護法人 更新会）
1926年（大正15年）、「起訴猶予者・執行猶予者の更生保護団体」として大審院検事、後の司法大臣)の宮城長五郎と教誨師の藤井恵照によって、起訴猶予者と執行猶予者を対象に、東京芝区（現港区）田村町に創設。経営責任者。日本刑事政策史としても大書に値する画期的保護事業。1931年（昭和6年）、思想部を併置して、思想事犯者の保護開始。1945年（昭和20年）、西早稲田に本部を統合[7]。1996年（平成8年）、更生保護事業法施行に伴い「財団法人」から「更生保護法人」に法人名を変更。

- 和敬会（現、社会福祉法人 和敬会）
両全会の姉妹団体。1937年（昭和12年）に和敬会母子寮と和敬保育園の創設。刑務所在所中の者の家族に対する保護。

- 刑務教誨事業研究所
設立育成。のちに刑務教誨司法保護事業研究所を発足。

## 信念
- 保護の裏付けなくして刑務教誨の徹底は期し得ない[8]。

## その他
- 両派本願寺は何かにつけ、ややもすると対立的傾向にあったとみなされるなかにあって、刑務教誨に関する限り、同心一体の姿で事に当たり、業績を上げたことも、同氏の宗我を離れた政治的手腕によるものである[8]。

- 藤井恵照の略伝は 『教誨百年 (下)』 112－125 頁 (山下存行執筆部分)｡ 藤井が教誨師として ｢最も精魂を打ち込｣ んだのは ｢死刑囚と思想事件収容者とに対してであった｣ とされ(115 頁)､ 保護事業への貢献と併せて特筆されている｡ なお､ この略伝は 『罪と罰』 5－2(1968 年) からの再録であり､ 『更生保護』 28－1 (1977 年) にはその保護事業に関する部分が抜粋・掲載されている｡

- 1917年、当時新宿区市ヶ谷刑務所教誨師であった藤井恵照が婦女子で犯罪に陥る者の多くは、義務教育を充分に受けていない者とか、あるいは家庭的に恵まれない人々であり、折角矯正施設で再起の希望をもって社会に復帰してきても、引き取ってくれる父母兄弟や身内もなく、そのうえ世間から白い目でみられるようでは、誰でも失望落胆の末、ふたたび犯罪の道に踏み迷うことになることは容易に想像されることで、こうした不幸な人々に適当な更生保護を加え、自立更生の途に入るよう指導することは本人の幸福をはかるばかりでなく、世の中の平和と安全な秩序を保持することになると痛感して、自宅を開放し女子釈放者の更生のための収容保護と指導を開始した。

## 著作
- 『覚めたる友』（監獄協会）　大正6
- 『帝国更新會』（帝国更新會）昭和10
- 『家族と保護』（大道書房）　昭和17
- 『死刑囚物語』（百華苑）　　昭和44
- 月刊誌「刑務教誨」発行